# Syskonen Baudelaires olycksaliga liv
Syskonen Baudelaires olycksaliga liv (engelska: A Series of Unfortunate Events) är en barnboksserie skriven av Lemony Snicket, pseudonymen för Daniel Handler. Varje bok är illustrerad av Brett Helquist. Böckerna är utgivna av förläggaren HarperCollins mellan september 1999 och oktober 2006. En svensk översättning gavs ut av Damm förlag, först under namnet Richters förlag. Översättningen gjordes av John-Henri Holmberg. Originalserien består ursprungligen av 13 böcker, därutöver har det tillkommit andra böcker som exempelvis en självbiografi och en prequel-serie. Handlingen kretsar kring de föräldralösa syskonen Violet, Klaus och Sunny Baudelaire vars föräldrar dör tragiskt och plötsligt i en eldsvåda, vilket bara är den första i en lång rad otursamma händelser som förföljer syskonen under seriens gång. De flesta orsakade av deras förmyndare, greve Olaf, som vill göra sig av med syskonen för att komma över deras ärvda förmögenhet. Serien är en storsäljare och är känd för sin sarkastiska stil.

## Böcker
Böckerna i Syskonen Baudelaires olycksaliga liv publicerades inbundna och i pocketupplagor. Samtliga 13 böcker finns översatta till svenska. Utöver dem finns böckerna The Beatrice Letters, Lemony Snicket: The Unauthorized Autobiography, The Blank Book, The Notorious Notations, The Dismal Dinner, 13 Shocking Secrets You'll Wish You Never Knew About Lemony Snicket, Horseradish: Bitter Truths You Can't Avoid och prequel-serien All the Wrong Questions, som består av fyra böcker och handlar om Lemony Snickets barndom.
| Originaltitel            | Första utgivning på engelska | Sidor | Kapitel | Svensk titel              | Första utgivning på svenska |
| ------------------------ | ---------------------------- | ----- | ------- | ------------------------- | --------------------------- |
| The Bad Beginning        | 30 september 1999            | 162   | 13      | En olustig början         | 1 september 2002            |
| The Reptile Room         | 30 september 1999            | 190   | 13      | Reptilrummet              | 1 september 2002            |
| The Wide Window          | 25 februari 2000             | 214   | 13      | Den sorgsna sjön          | 1 mars 2003                 |
| The Miserable Mill       | 15 april 2000                | 195   | 13      | Det sällsamma sågverket   | 1 mars 2003                 |
| The Austere Academy      | 31 augusti 2000              | 225   | 13      | Den skräckfyllda skolan   | 1 september 2003            |
| The Ersatz Elevator      | 20 februari 2001             | 259   | 13      | Det hemliga hisschaktet   | 1 september 2003            |
| The Vile Village         | 24 april 2001                | 256   | 13      | Den bedrövliga byn        | 1 mars 2004                 |
| The Hostile Hospital     | 4 september 2001             | 255   | 13      | Det hotfulla hospitalet   | 15 september 2004           |
| The Carnivorous Carnival | 28 oktober 2002              | 286   | 13      | Det tvetydiga tivolit     | 11 oktober 2005             |
| The Slippery Slope       | 23 september 2003            | 337   | 13      | Den slippriga sluttningen | 11 april 2006               |
| The Grim Grotto          | 7 september 2004             | 160   | 13      | Den gruvliga grottan      | 19 oktober 2006             |
| The Penultimate Peril    | 18 oktober 2005              | 353   | 13      | Den fördröjda finalen     | 3 april 2007                |
| The End                  | 13 oktober 2006              | 324   | 14      | Slutet                    | 8 oktober 2007              |

## Bakgrund

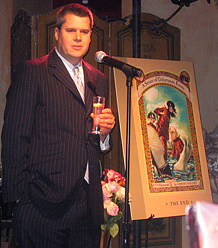
Daniel Handler som använde pseudonymen Lemony Snicket i serien.

Serien är skriven i tredjepersonsperspektiv. De första sju böckerna följer samma mönster, barnen Baudelaire möter ständigt en ny förmyndare vid en plats där greve Olaf dyker upp och försöker stjäla deras förmögenhet. Författaren Lemony Snicket vägleder läsaren bland annat genom att förklara ord och fraser. Böckerna omnämns som barnlitteratur, men de har också beskrivits som gotisk fiktion. Manuskriptet för serien riktade sig ursprungligen mot en vuxen målgrupp.

## Annan media
I december 2004 släpptes filmen Lemony Snickets berättelse om syskonen Baudelaires olycksaliga liv, baserad på de tre första böckerna. Jim Carrey spelade greve Olaf, medan syskonen Baudelaire spelades av Emily Browning, Liam Aiken och Kara och Shelby Hoffman. Filmen följdes av spelet Lemony Snicket's: A Series of Unfortunate Events.
I januari 2017 släpptes en Netflix-serie, Syskonen Baudelaires olycksaliga liv. Den första säsongen innehöll åtta avsnitt och täcker de fyra första böckerna i bokserien. Den andra säsongen berättade den femte till den nionde boken. Den tredje säsongen avslutade serien. Neil Patrick Harris spelar greve Olaf och rollerna Violet och Klaus spelas av Malina Weissman och Louis Hynes.

## Mottagande
Syskonen Baudelaires olycksaliga liv möttes av positiva reaktioner från allmänheten och recensenter. Serien har översatts till 41 språk. Från och med 2015 hade över 65 miljoner exemplar sålts världen över. Serien har jämförts med Harry Potter, recensenten Bruce Butt tycker dock att dess ton och innehåll liknar mer Roald Dahls och Philip Ardaghs böcker.